# 파울 스투르세네헤르
파울 "파올로" 스투르세네헤르(스페인어: Paul "Paolo" Sturzenegger, 1902년 6월 7일, 산타 페 주 로사리오 ~ 1970년 5월 19일, 티치노 주 루가노)는 스위스의 전 축구 선수로, 1924년 하계 올림픽에 참가했다. 그는 이 대회에서 은메달을 딴 스위스 선수단의 주역이었다. 그는 이 대회에서 5골을 기록했다.